# سيريل سولومون
سيريل سولومون (11 مارس 1911 في أستراليا - 15 يوليو 1995) (بالإنجليزية: Cyril Solomon)‏ هو لاعب كريكت أسترالي.

## وصلات خارجية
- سيريل سولومون على موقع إي آس بي آن كريك إنفو (الإنجليزية)